# Dariusz Kałuża

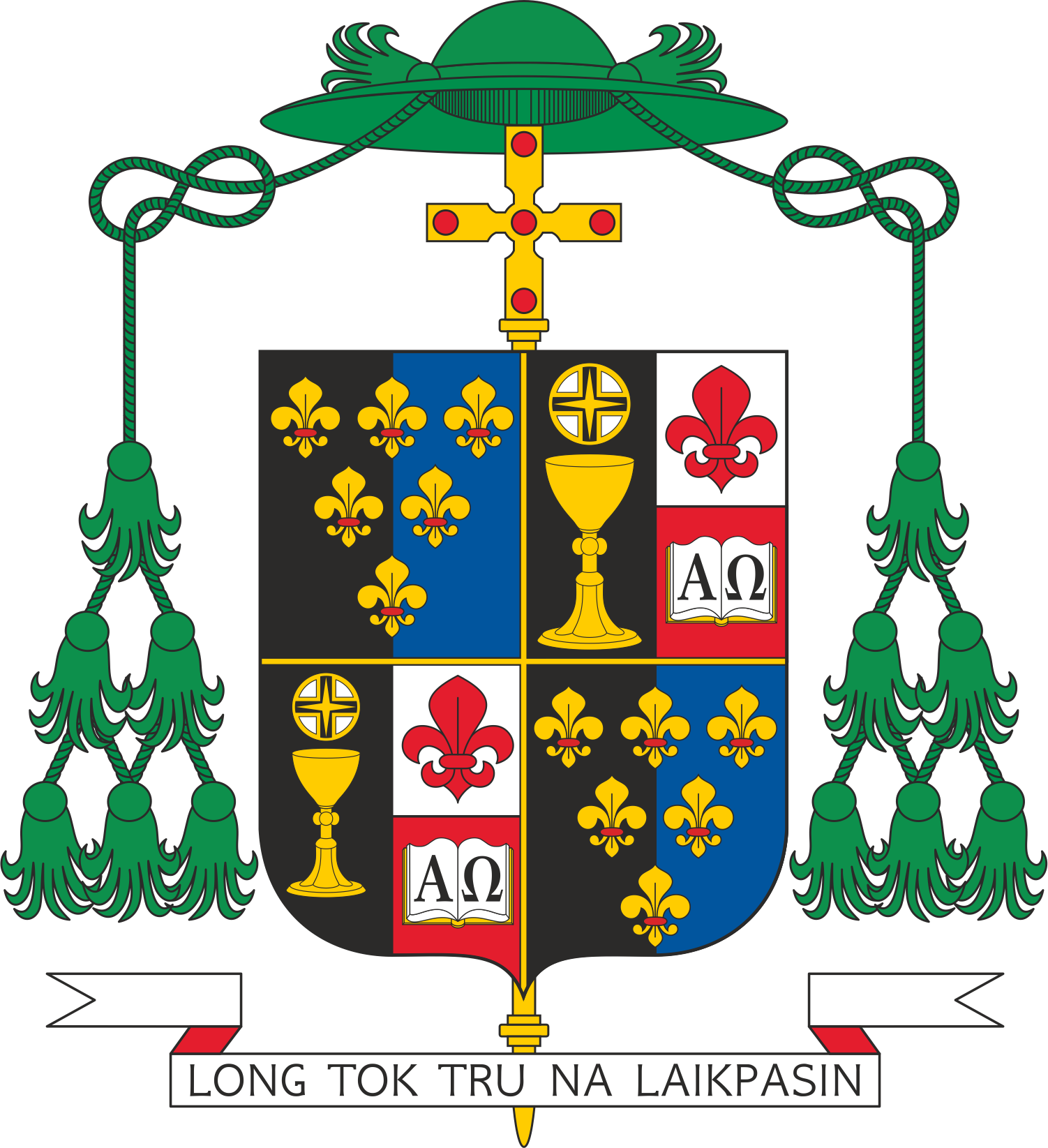
Wappen von Dariusz Kałuża als Bischof von Bougainville

Wappen als Bischof von Goroka

Dariusz Piotr Kałuża MSF (* 5. November 1967 in Pszczyna, Polen) ist ein polnischer Ordensgeistlicher und römisch-katholischer Bischof von Bougainville in Papua-Neuguinea.

## Leben
Dariusz Kałuża trat der Ordensgemeinschaft der Missionare von der Heiligen Familie bei und empfing am 5. Mai 1993 das Sakrament der Priesterweihe.
Papst Franziskus ernannte ihn am 9. Juni 2016 zum Bischof von Goroka. Sein Amtsvorgänger Francesco Sarego SVD spendete ihm am 20. August desselben Jahres die Bischofsweihe. Mitkonsekratoren waren der Erzbischof von Mount Hagen, Douglas William Young SVD, und der Erzbischof von Madang, Stephen Joseph Reichert OFMCap.
Am 12. September 2020 ernannte ihn Papst Franziskus zum Bischof von Bougainville. Die Amtseinführung fand am 15. November desselben Jahres statt.